# Mount Webster
Mount Webster är ett berg i Antarktis. Det ligger i Västantarktis. Inget land gör anspråk på området. Toppen på Mount Webster är 1 610 meter över havet.
Terrängen runt Mount Webster är huvudsakligen platt, men den allra närmaste omgivningen är kuperad. Mount Webster är den högsta punkten i trakten. Trakten är obefolkad. Det finns inga samhällen i närheten.